# We Have a Ghost
Pour plus de détails, voir Fiche technique et Distribution.
We Have a Ghost est une comédie horrifique américaine réalisé par Christopher Landon, sorti en 2023 sur Netflix.

## Synopsis
La famille Presley prend un nouveau départ en emménageant dans sa nouvelle maison, située dans la banlieue de Chicago, qui est à la fois ancienne et avec un passé mystérieux. Un soir, le jeune Kevin, entend des bruits de pas suspects dans le grenier, et décide d'y jeter un œil. Il va alors faire la rencontre d'Ernest, un spectre muet, et le filme à son insu. Loin d'être effrayé, il va rapidement se lier d'amitié avec ce dernier, qui visiblement semble n'avoir aucun souvenir de son passé, et lui promet qu'il va tout faire pour l'aider à rejoindre le monde où il est censé être. Dans le même temps, le père de Kevin, ayant appris l'existence de la vidéo, lui demande de la lui envoyer, qu'il la partage ensuite sur les réseaux sociaux. La vidéo devient très vite virale et la famille de Kevin ainsi qu'Ernest, deviennent un phénomène dans les médias, attirant également l'attention de gens haut placés, dont la CIA...

## Fiche technique
- Titre original et français : We Have a Ghost
- Réalisation : Christopher Landon
- Scénario : Christopher Landon, adapté de la nouvelle Ernest de Geoff Manaugh
- Musique : Bear McCreary
- Direction artistique : Hunter Brown et Mars Feehery
- Décors : Jennifer Spence
- Costumes : Whitney Anne Adams
- Photographie : Marc Spicer
- Montage : Ben Baudhuin
- Production : Marty Bowen et Dan Halsted
  - Production déléguée : Korey Budd, John Fischer, Isaac Klausner, Christopher Landon, Geoff Manaugh et Nathan Miller
- Sociétés de production : Temple Hill Entertainment, Henry Halstead Productions et Legendary Pictures
- Société de distribution : Netflix
- Budget : 75,3 millions de dollars
- Pays d'origine :  États-Unis
- Langue originale : anglais
- Format : Couleur — 2.39:1 — son Dolby Digital
- Genre : Comédie horrifique et fantastique
- Durée : 127 minutes
- Date de sortie :
  -  Mondial : 24 février 2023 sur Netflix

## Distribution
Sauf indication contraire, les informations mentionnées dans cette section peuvent être confirmées par la base de données cinématographiques IMDb,  présente dans la section « Liens externes ».
- Jahi Di'Allo Winston (VF : Gabriel Bismuth-Bienaimé) : Kevin Presley
- David Harbour (VF : Stéphane Pouplard) : Ernest
- Anthony Mackie (VF : Jean-Baptiste Anoumon) : Frank Presley
- Isabella Russo (VF : Camille Timmerman) : Joy Yoshino
- Tig Notaro (VF : Julie Dumas) : Dr Leslie Monroe
- Erica Ash (VF : Corinne Wellong) : Melanie Presley
- Niles Fitch (VF : Geoffrey Loval) : Fulton Presley
- Tom Bower (VF : Gabriel Le Doze) : Ernest Scheller
- Sean Boyd : Ernest Scheller jeune
- Steve Coulter (VF : Yann Guillemot) : Arnold Schipley, le directeur adjoint de la CIA
- Jennifer Coolidge (VF : Martine Irzenski) : Judy Romano
- Peggy Walton-Walker : Ramona Scheller
- Sherri Eakin : Ramona Scheller jeune
- Faith Ford : Barbara Mangold
- Jo-Ann Robinson : June
- Scott A. Martin : le shérif Brown

## Accueil
Le film a reçu un accueil mitigé de la critique. Il obtient un score moyen de 53 % sur Metacritic.